# Loris Brogno
Loris Brogno, né le 18 septembre 1992 à Charleroi en Belgique, est un footballeur belge, d'origine italienne, qui joue au poste d'attaquant au RAEC Mons.

## Biographie
Brogno commence sa carrière professionnelle avec le Charleroi SC. Le 23 mars 2011, il fait ses débuts en Division 1 contre le Cercle Bruges KSV, remplaçant Massimo Bruno à la 57e minute de jeu (défaite 0-3).
Cette année-là, le Charleroi SC est relégué en Division 2 et Brogno ne joue que rarement. En conséquence, il choisit de partir pour l'OH Louvain pendant la période des transferts hivernaux, où son oncle Toni Brogno avait déjà joué auparavant. Le 21 mars 2012, il inscrit son premier but avec le club contre le Saint-Trond VV (victoire 3-1).
Jouant peu lors de la saison 2012-2013, il est prêté la saison suivante, à Lommel United en Division 2. Son contrat prenant fin, il s'engage avec le RAEC Mons. Il ne reste cependant qu'une saison en raison de la faillite du club montois. 
Le 8 juin 2015, il tente sa première expérience étrangère en signant chez les néerlandais du Sparta Rotterdam. Lors de sa première saison, il inscrit 16 buts en Eerste Divisie. Le Sparta est sacré champion et est ainsi promu au sein de l'élite. Après trois saisons aux Pays-Bas, Brogno signe pour le KFCO Beerschot Wilrijk en mai 2018.
Le 24 juin 2024 il est officiellement de retour au RAEC Mons.

## Palmarès
- Champion des Pays-Bas de deuxième division en 2016 avec le Sparta Rotterdam.

## Vie privée
Loris Brogno est le fils de Dante Brogno et le neveu de Toni Brogno, tous deux également footballeurs professionnels.